# Pristimantis chrysops
Espèce
Synonymes
- Eleutherodactylus chrysops Lynch & Ruíz-Carranza, 1996

Statut de conservation UICN

 CR  : 
En danger critique
Pristimantis chrysops est une espèce d'amphibiens de la famille des Craugastoridae.

## Répartition
Cette espèce est endémique du versant Ouest de la cordillère Occidentale en Colombie. Elle se rencontre dans les départements de Valle del Cauca et de Chocó entre 1 960 et 2 090 m d'altitude.

## Publication originale
- Lynch & Ruíz-Carranza, 1996 : New sister-species of Eleutherodactylus from the Cordillera Occidental of southwestern Colombia (Amphibia: Salientia: Leptodactylidae). Revista de la Academia Colombiana de Ciencias Exactas Fisicas y Naturales, vol. 20, no 77, p. 347-363.